# Гетто в Серадзе
Гетто в Серадзе — еврейское гетто, созданное нацистами в период оккупации Польши во время Второй мировой войны, в городе Серадзе. Существовало с 1 марта 1940 года по август 1942 года.

## История
Нацисты захватили город 3 сентября 1939 года. Вместе с этим начались преследования евреев, грабежи их домов и магазинов. Некоторых из них взяли в заложники. Часть евреев были отправлены в концлагеря Германии. 15 сентября нацисты убили пять евреев и двух поляков. На следующий день был застрелен еще один еврей. Он, согласно отчету полиции, напал на немецкого полицейского с топором. Позже нацисты убили 33 евреев, обвинив их в стрельбе в немецких солдат. 11 ноября 1939 года оккупанты расстреляли доктора-офтальмолога Элиасберга и зубного техника Исраэля Розенкранца.

## Гетто
Нацисты создали гетто в Серадзе 1 марта 1940 года. Оно было открытым. Позже около тысячи евреев были изгнаны в Здуньска-Волю. Начиная с июня 1941 года, молодых евреев из города начали отправлять в трудовые лагеря в районе Познани. 1942 год стал последним в истории еврейской общины Серадза. Численность населения к этому времени сократилась до 1000—1400 человек. В 1942 году евреям было приказано дважды в день появляться в штабе немецкой армии для контроля за тем, чтобы ни один из них не сбежал.  Им также было приказано оставлять свои дома открытыми во время таких посещений, что облегчало грабежи остатков их скудного имущества.

## Ликвидация гетто
Гетто Серадзе было ликвидировано 24—27 августа 1942 года. Все евреи были собраны в местной церкви. После отбора 184—190 молодых здоровых мужчин и несколько ремесленников были отправлены в Лодзинское гетто. Остальных отправили в лагерь смерти в Хелмно. Часть евреев была убита во время фактического сноса гетто.